# Ron Vlaar
Ron Peter Vlaar (Hensbroek, 16 februari 1985) is een Nederlands voormalig profvoetballer die bij voorkeur centraal in de verdediging speelde. Vlaar speelde tussen 2005 en 2014 in het Nederlands voetbalelftal.

## Clubcarrière

### Jeugd
Vlaar begon met voetballen bij Apollo '68, waarna hij overstapte naar SVW '27 in Heerhugowaard. Vandaaruit nam AZ hem in 1997 op in de jeugdopleiding.

### AZ
Door blessures en schorsingen geteisterd moest AZ eind april 2005 een beroep doen op de toen twintigjarige Vlaar, in de halve finale in de UEFA Cup tegen Sporting Lissabon. Kort daarvoor maakte Vlaar zijn competitiedebuut in het eerste elftal van de club, in een wedstrijd tegen RKC Waalwijk. Vlaar maakte in de paar wedstrijden tot het eind van het seizoen genoeg indruk om opgeroepen te worden door Marco van Basten voor Oranje. Later dat jaar nam hij deel aan het WK onder 20 van 2005 in Nederland. Op 8 oktober 2005, enkele maanden na zijn debuut als profvoetballer, maakte Vlaar zijn debuut in het Nederlands elftal als invaller in een uitwedstrijd tegen Tsjechië.
Na een aanvaring met toenmalig AZ-coach Louis van Gaal, werd Vlaar gepolst door Ajax, Internazionale en Tottenham Hotspur. Later bleek dat Feyenoord aan het langste eind trok. Met ingang van 1 januari 2006 speelde Vlaar voor Feyenoord.

### Feyenoord
Bij Feyenoord scheurde Vlaar in de vierde speelronde van het seizoen 2007/2008 zijn kruisband af. Hierdoor kon hij geen speelminuten maken in het gewonnen KNVB Beker toernooi. Dit gebeurde hem in de voorbereiding op het seizoen 2008/2009 opnieuw.
Vlaar maakte zijn comeback in het seizoen 2009-2010. Hij behoorde dat jaar tot de voorselectie van het Nederlands elftal voor het Wereldkampioenschap Voetbal 2010, maar een nieuwe blessure gooide roet in het eten. Aan het begin van het seizoen 2010/2011 nam hij bij Feyenoord de aanvoerdersband over van de inmiddels gestopte Giovanni van Bronckhorst. Vlaar verlengde aan het eind van dat seizoen zijn contract tot 2014.
Vlaar speelde in het seizoen 2011/2012 als aanvoerder alle competitiewedstrijden voor Feyenoord, dat de competitie op de tweede plaats eindigde. In maart 2012 maakte Vlaar bekend dat zijn huwelijk, net na de geboorte van zijn tweede kind, stuk was gelopen.

### Aston Villa
Supporters van Aston Villa plaatsten op 15 juli 2012 een foto op Twitter waarop te zien was dat Vlaar het stadion Villa Park in Birmingham bezocht. Een dag later bevestigde toenmalig technisch directeur van Feyenoord Martin van Geel dat Vlaar wilde vertrekken bij de stadionclub. Hierna liet Aston Villa niets meer van zich horen, waarna trainer Ronald Koeman Vlaar om uitsluitsel vroeg. Op 23 juli gaf Vlaar aan dat hij zich aan het lijntje gehouden voelde en dat hij bij Feyenoord bleef. Op 27 juli maakten de clubs alsnog bekend dat Vlaar, na excuses ontvangen te hebben van Aston Villa, naar Aston Villa verhuisde. In het contract van Vlaar bij Feyenoord was een gelimiteerde transfersom opgenomen van €4.000.000,-, die geheel voldaan werd. Hij tekende in Birmingham een contract voor drie jaar.
Vlaar speelde drie seizoenen bij Aston Villa. Met Aston Villa speelde Vlaar in de FA Cup finale van 2015, die werd verloren van Arsenal. Gedurende zijn laatste contractjaar besloot hij zijn aflopende contract niet te verlengen en zich in te stellen op een transfervrije overgang naar een andere club. Kort hierna raakte hij geblesseerd aan zijn meniscus en lukte het hem in de zomer van 2015 niet een nieuwe club te vinden.

### AZ
In oktober 2015 sloot Vlaar zich aan bij de selectie van AZ om daar verder te werken aan zijn herstel. Een verzoek aan Feyenoord om mee te mogen trainen bij de Rotterdamse club, werd door de clubleiding daar afgewezen. In december 2015 tekende Vlaar een contract tot het einde van het lopende seizoen bij de Alkmaarse club. Hij speelde dat seizoen zeventien competitiewedstrijden en eindigde met AZ als vierde in de Eredivisie. Vlaar verlengde vervolgens zijn contract tot medio 2018. Tijdens zijn dienstverband bij AZ had Vlaar regelmatig last van blessures. Op 10 februari 2021 beëindigde hij zijn loopbaan. Na afloop van het seizoen werd bekend dat Vlaar betrokken bleef bij de club als assistent van het eerste elftal en jeugdtrainer.

## Clubstatistieken

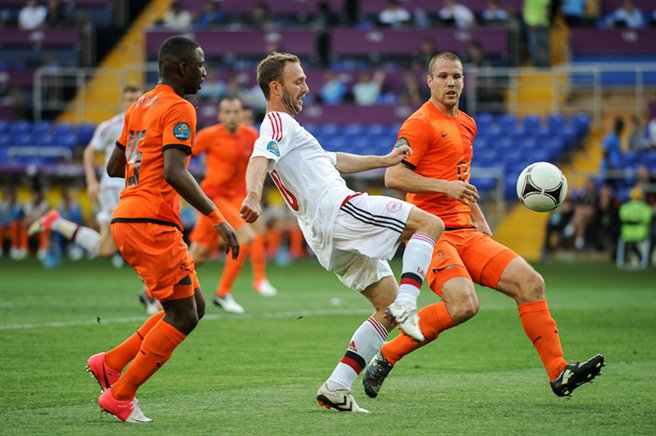
Vlaar met Willems en Rommedahl tijdens Nederland-Denemarken op Euro 2012

### Beloften
| Seizoen | Club    | Competitie     | Competitie | Competitie |
| Seizoen | Club    | Competitie     | Wed.       | Dlp.       |
| ------- | ------- | -------------- | ---------- | ---------- |
| 2017/18 | Jong AZ | Eerste divisie | 2          | 0          |
| Totaal  | Totaal  | Totaal         | 2          | 0          |

Bijgewerkt op 25 maart 2018.

### Senioren
| Seizoen                                  | Club            | Competitie      | Competitie | Competitie | Beker | Beker | Internationaal | Internationaal | Overig | Overig | Totaal | Totaal |
| Seizoen                                  | Club            | Competitie      | Wed.       | Dlp.       | Wed.  | Dlp.  | Wed.           | Dlp.           | Wed.   | Dlp.   | Wed.   | Dlp.   |
| ---------------------------------------- | --------------- | --------------- | ---------- | ---------- | ----- | ----- | -------------- | -------------- | ------ | ------ | ------ | ------ |
| 2004/05                                  | AZ              | Eredivisie      | 3          | 0          | 0     | 0     | 2              | 0              | 0      | 0      | 5      | 0      |
| 2005/06                                  | AZ              | Eredivisie      | 7          | 0          | 0     | 0     | 2              | 1              | 0      | 0      | 9      | 1      |
| Club totaal                              | Club totaal     | Club totaal     | 10         | 0          | 0     | 0     | 4              | 1              | 0      | 0      | 14     | 1      |
| 2005/06                                  | Feyenoord       | Eredivisie      | 16         | 0          | 0     | 0     | 0              | 0              | 2      | 0      | 18     | 0      |
| 2006/07                                  | Feyenoord       | Eredivisie      | 20         | 1          | 0     | 0     | 1              | 0              | 2      | 0      | 23     | 1      |
| 2007/08                                  | Feyenoord       | Eredivisie      | 4          | 1          | 0     | 0     | 0              | 0              | 0      | 0      | 4      | 1      |
| 2008/09                                  | Feyenoord       | Eredivisie      | 0          | 0          | 0     | 0     | 0              | 0              | 0      | 0      | 0      | 0      |
| 2009/10                                  | Feyenoord       | Eredivisie      | 32         | 4          | 7     | 1     | 0              | 0              | 0      | 0      | 39     | 5      |
| 2010/11                                  | Feyenoord       | Eredivisie      | 26         | 2          | 0     | 0     | 0              | 0              | 2      | 0      | 28     | 2      |
| 2011/12                                  | Feyenoord       | Eredivisie      | 34         | 0          | 2     | 1     | 0              | 0              | 0      | 0      | 36     | 1      |
| Club totaal                              | Club totaal     | Club totaal     | 132        | 8          | 9     | 2     | 1              | 0              | 6      | 0      | 148    | 10     |
| 2012/13                                  | Aston Villa FC  | Premier League  | 27         | 2          | 4     | 0     | 0              | 0              | 0      | 0      | 31     | 2      |
| 2013/14                                  | Aston Villa FC  | Premier League  | 32         | 0          | 2     | 0     | 0              | 0              | 0      | 0      | 34     | 0      |
| 2014/15                                  | Aston Villa FC  | Premier League  | 20         | 0          | 3     | 0     | 0              | 0              | 0      | 0      | 23     | 0      |
| Club totaal                              | Club totaal     | Club totaal     | 79         | 2          | 9     | 0     | 0              | 0              | 0      | 0      | 88     | 2      |
| 2015/16                                  | AZ              | Eredivisie      | 17         | 1          | 2     | 0     | 0              | 0              | 0      | 0      | 19     | 1      |
| 2016/17                                  | AZ              | Eredivisie      | 20         | 0          | 1     | 0     | 9              | 0              | 4      | 0      | 34     | 0      |
| 2017/18                                  | AZ              | Eredivisie      | 12         | 0          | 1     | 0     | 0              | 0              | 0      | 0      | 13     | 0      |
| 2018/19                                  | AZ              | Eredivisie      | 28         | 2          | 4     | 0     | 2              | 0              | 0      | 0      | 34     | 2      |
| 2019/20                                  | AZ              | Eredivisie      | 10         | 2          | 0     | 0     | 10             | 0              | 0      | 0      | 20     | 2      |
| 2020/21                                  | AZ              | Eredivisie      | 0          | 0          | 0     | 0     | 2              | 0              | 0      | 0      | 2      | 0      |
| Club totaal1                             | Club totaal1    | Club totaal1    | 97         | 5          | 7     | 0     | 27             | 1              | 4      | 0      | 136    | 5      |
| Carrière totaal                          | Carrière totaal | Carrière totaal | 308        | 15         | 24    | 2     | 28             | 1              | 10     | 0      | 372    | 18     |
| Bijgewerkt tot en met 15 september 2020. |                 |                 |            |            |       |       |                |                |        |        |        |        |

1 N.B. Dit betreft een clubtotaal, dus een totaal van beide periodes bij AZ.

## Interlandcarrière
Vlaar werd twee keer Europees kampioen met het Nederlands elftal onder 21 jaar. In 2006 en 2007. Tijdens het Europees kampioenschap van 2007 in Nederland was Vlaar de aanvoerder van het team van Foppe de Haan. Hij speelde alle groepswedstrijden, maar moest tijdens de halve finale geblesseerd het veld verlaten waardoor hij de finale niet kon spelen. In 2006 speelde Vlaar wel de finale.
Vlaar behoorde tot de selectie van het Nederlands elftal voor het Europees kampioenschap voetbal 2012, waarop hij in twee van de drie wedstrijden in de basis begon. In de voorbereiding nam hij het zesde en zijn eerste doelpunt voor zijn rekening in de oefenwedstrijd tegen Noord-Ierland op zaterdag 2 juni 2012. Op 10 augustus maakte Louis van Gaal als nieuwe bondscoach de nieuwe selectie bekend, in ieder geval voor de oefenwedstrijd tegen de Belgen. Vlaar werd hierin niet opgenomen.
Na zijn optreden bij het Europees kampioenschap in 2012 stelde Vlaar zich een nieuw doel: meegaan naar Brazilië voor het wereldkampioenschap voetbal 2014. Waar hij in 2012 een nieuwe speler was in de groep, wilde hij in 2014 een meer bepalende en aanvoerende rol op zich nemen. In het kwalificatietoernooi voor het toernooi speelde Vlaar zeven maal. Op 5 mei 2014 werd Vlaar door Van Gaal opgeroepen voor een trainingsstage in Hoenderloo, ter voorbereiding op het wereldkampioenschap. Ook behoorde hij tot de voorselectie, die op 13 mei bekendgemaakt werd. Hij behoorde uiteindelijk ook tot de definitieve WK-selectie, die Van Gaal op 31 mei bekendmaakte. Vlaar maakte tijdens het WK 2014 indruk op verscheidene analytici. Hij miste wel een strafschop in de verloren strafschoppenserie in de halve finale tegen Argentinië.
| Interlands van Ron Vlaar voor Nederland | Interlands van Ron Vlaar voor Nederland | Interlands van Ron Vlaar voor Nederland | Interlands van Ron Vlaar voor Nederland | Interlands van Ron Vlaar voor Nederland | Interlands van Ron Vlaar voor Nederland |
| №                                       | Datum                                   | Wedstrijd                               | Uitslag                                 | Competitie                              | Goals                                   |
| Als speler van AZ                       | Als speler van AZ                       | Als speler van AZ                       | Als speler van AZ                       | Als speler van AZ                       | Als speler van AZ                       |
| --------------------------------------- | --------------------------------------- | --------------------------------------- | --------------------------------------- | --------------------------------------- | --------------------------------------- |
| 1.                                      | 8 oktober 2005                          | Tsjechië – Nederland                    | 0 – 2                                   | WK-kwalificatie                         | 0                                       |
| 2.                                      | 12 november 2005                        | Nederland – Italië                      | 1 – 3                                   | Vriendschappelijk                       | 0                                       |
| Als speler van Feyenoord                |                                         |                                         |                                         |                                         |                                         |
| 3.                                      | 3 maart 2010                            | Nederland – Verenigde Staten            | 2 – 1                                   | Vriendschappelijk                       | 0                                       |
| 4.                                      | 11 augustus 2010                        | Oekraïne – Nederland                    | 1 – 1                                   | Vriendschappelijk                       | 0                                       |
| 5.                                      | 29 februari 2012                        | Engeland – Nederland                    | 2 – 3                                   | Vriendschappelijk                       | 0                                       |
| 6.                                      | 30 mei 2012                             | Nederland – Slowakije                   | 2 – 0                                   | Vriendschappelijk                       | 0                                       |
| 7.                                      | 2 juni 2012                             | Nederland – Noord-Ierland               | 6 – 0                                   | Vriendschappelijk                       | 78'                                     |
| 8.                                      | 9 juni 2012                             | Denemarken – Nederland                  | 1 – 0                                   | EK-eindronde                            | 0                                       |
| 9.                                      | 17 juni 2012                            | Nederland – Portugal                    | 1 – 2                                   | EK-eindronde                            | 0                                       |
| Als speler van Aston Villa              |                                         |                                         |                                         |                                         |                                         |
| 10.                                     | 7 september 2012                        | Nederland – Turkije                     | 2 – 0                                   | WK-kwalificatie                         | 0                                       |
| 11.                                     | 11 september 2012                       | Hongarije – Nederland                   | 1 – 4                                   | WK-kwalificatie                         | 0                                       |
| 12.                                     | 12 oktober 2012                         | Nederland – Andorra                     | 3 – 0                                   | WK-kwalificatie                         | 0                                       |
| 13.                                     | 16 oktober 2012                         | Roemenië – Nederland                    | 1 – 4                                   | WK-kwalificatie                         | 0                                       |
| 14.                                     | 14 november 2012                        | Nederland – Duitsland                   | 0 – 0                                   | Vriendschappelijk                       | 0                                       |
| 15.                                     | 7 juni 2013                             | Indonesië – Nederland                   | 0 – 3                                   | Vriendschappelijk                       | 0                                       |
| 16.                                     | 11 juni 2013                            | China – Nederland                       | 0 – 2                                   | Vriendschappelijk                       | 0                                       |
| 17.                                     | 10 september 2013                       | Andorra – Nederland                     | 0 – 2                                   | WK-kwalificatie                         | 0                                       |
| 18.                                     | 11 oktober 2013                         | Nederland – Hongarije                   | 8 – 1                                   | WK-kwalificatie                         | 0                                       |
| 19.                                     | 15 oktober 2013                         | Turkije – Nederland                     | 0 – 2                                   | WK-kwalificatie                         | 0                                       |
| 20.                                     | 16 november 2013                        | Japan – Nederland                       | 2 – 2                                   | Vriendschappelijk                       | 0                                       |
| 21.                                     | 19 november 2013                        | Nederland – Colombia                    | 0 – 0                                   | Vriendschappelijk                       | 0                                       |
| 22.                                     | 5 maart 2014                            | Frankrijk – Nederland                   | 2 – 0                                   | Vriendschappelijk                       | 0                                       |
| 23.                                     | 31 mei 2014                             | Nederland – Ghana                       | 1 – 0                                   | Vriendschappelijk                       | 0                                       |
| 24.                                     | 4 juni 2014                             | Nederland – Wales                       | 2 – 0                                   | Vriendschappelijk                       | 0                                       |
| 25.                                     | 13 juni 2014                            | Spanje – Nederland                      | 1 – 5                                   | WK 2014 groepsfase                      | 0                                       |
| 26.                                     | 18 juni 2014                            | Australië – Nederland                   | 2 – 3                                   | WK 2014 groepsfase                      | 0                                       |
| 27.                                     | 23 juni 2014                            | Nederland – Chili                       | 2 – 0                                   | WK 2014 groepsfase                      | 0                                       |
| 28.                                     | 29 juni 2014                            | Nederland – Mexico                      | 2 – 1                                   | WK 2014 achtste finale                  | 0                                       |
| 29.                                     | 5 juli 2014                             | Nederland – Costa Rica                  | 0 – 0 (4 – 3 wns)                       | WK 2014 kwartfinale                     | 0                                       |
| 30.                                     | 9 juli 2014                             | Nederland – Argentinië                  | 0 – 0 (2 – 4 wns)                       | WK 2014 halve finale                    | 0                                       |
| 31.                                     | 12 juli 2014                            | Brazilië – Nederland                    | 0 – 3                                   | WK 2014 troostfinale                    | 0                                       |
| 32.                                     | 12 november 2014                        | Nederland – Mexico                      | 2 – 3                                   | vriendschappelijk                       | 0                                       |

## Privéleven
Vlaar was van 2010 tot 2012 getrouwd en heeft uit dat huwelijk twee zoons. In april 2017 kreeg hij met zijn nieuwe partner nog een zoon.

## Erelijst
Nederland onder 21
- UEFA EK onder 21: 2006, 2007

 Feyenoord
- KNVB beker: 2007/08